# Bindenseeadler

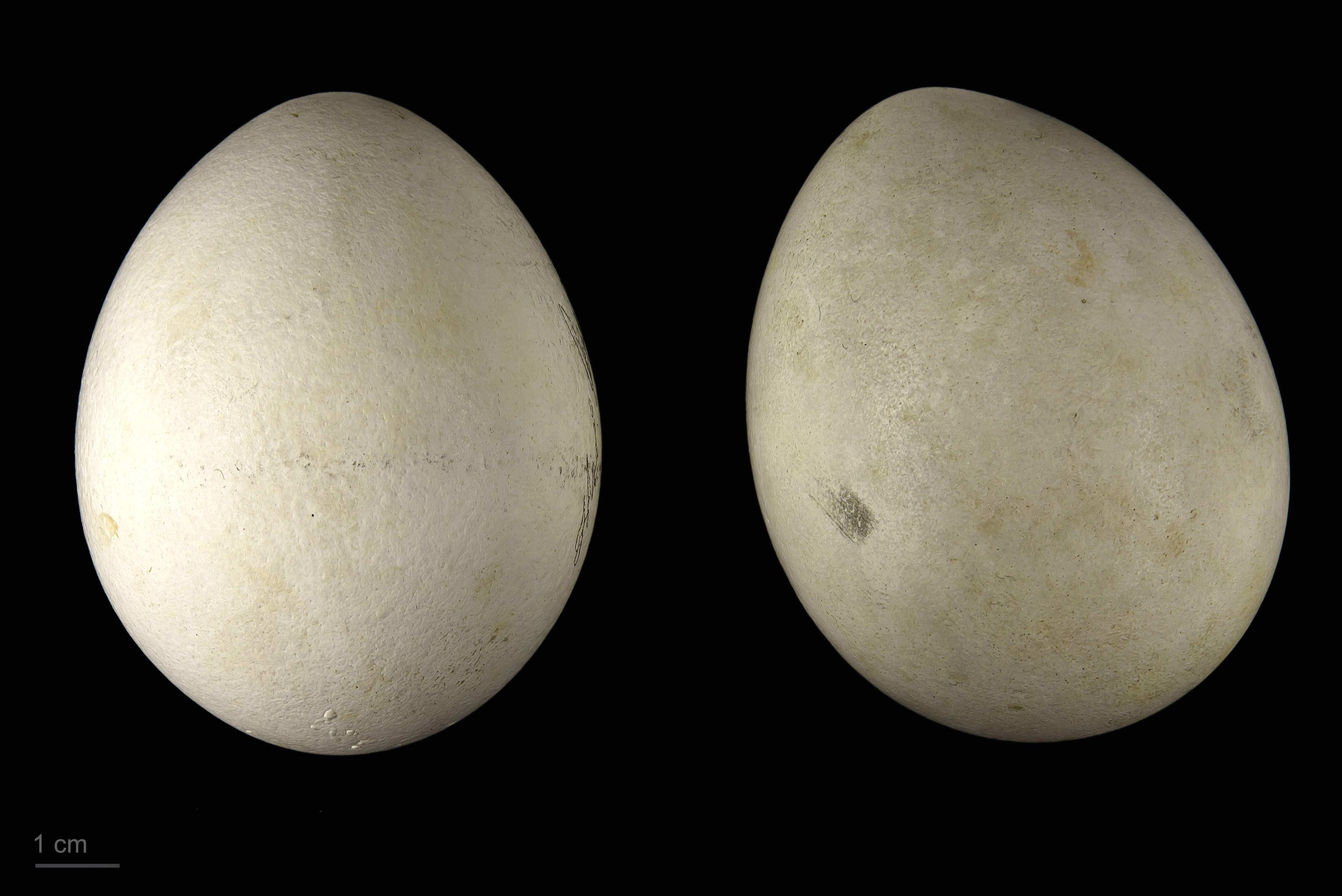
Haliaeetus leucoryphus

Der Bindenseeadler (Haliaeetus leucoryphus) ist ein Greifvogel aus der Familie der Habichtartigen (Accipitridae). Er ist an Gewässern in Süd- und Zentralasien verbreitet. Auf Grund von Habitatzerstörungen, Nahrungsrückgängen und Störungen in den Brutgebieten sowie durch Zerstörung von wassernahen Altholzbeständen und einer zunehmenden Belastung durch Umweltgifte gehen die Bestände zurück. Die Art wird deswegen von der IUCN als gefährdet (vulnerable) eingestuft.

## Merkmale
Der Bindenseeadler wird etwa 2 bis 3,7 kg schwer, die Flügelspannweite beträgt 180 bis 205 cm. Wie bei vielen Greifvögeln ist das Weibchen größer als das Männchen. Das Gefieder ist an den meisten Stellen einfarbig braun, am Hals und am Kopf ist es goldbraun bis sandfarben. Der nur leicht gerundete Schwanz ist weiß und wird von einem breiten schwarzen Band abgeschlossen. Füße und Zehen sind gipsfarbig weiß, die Krallen schwarz. Die Jungtiere sind einheitlich braun, die Basen der Arm- und inneren Handschwingen sind weiß. Der Schwanz weist keine Weißanteile auf.

## Vorkommen
Der Bindenseeadler ist in Zentral- und Südasien von Kasachstan, wo er möglicherweise bereits ausgestorben ist, der Mongolei und Nordchina bis Pakistan, Nordindien und Burma verbreitet.
Sein Lebensraum sind Flüsse und Seen, die oft in Trockengebieten liegen. Er dringt auch auf Hochebenen vor und erreicht in Tibet Bereiche von bis zu 5200 Metern.

## Ernährung
Die Hauptnahrung des Bindenseeadlers sind Fische, die er an der Wasseroberfläche fängt, ohne tief einzutauchen. Darüber hinaus verzehrt er Wasservögel, Nagetiere, Frösche, Reptilien und Aas. Gelegentlich jagt er anderen Vögeln, wie etwa dem Fischadler die Beute ab.

## Fortpflanzung
In den südlichen Regionen des Verbreitungsgebietes, wie etwa in Indien werden die Eier im Oktober bis Februar gelegt, in den nördlichen und in den hochgelegenen Vorkommensgebieten bis zu drei Monate später.
Das sehr große Nest besteht aus Ästen und Zweigen und befindet sich in der Regel in einem hohen Baum in Gewässernähe. Gelegentlich brütet die Art jedoch auch am Boden und, vor allem in den nördlicher gelegenen Verbreitungsgebieten, an Felsklippen. Meist werden 2–3, seltener 4 Eier gelegt, die etwa 40 Tage lang, in erster Linie vom Weibchen, bebrütet werden. Die Jungen, von denen meist nur maximal 2 überleben, haben ein gräuliches Daunengefieder. Die Nestlingszeit, während der die Jungen von beiden Eltern gefüttert werden, beträgt mindestens 70 Tage, bei ungünstigen klimatischen Verhältnissen kann sie über drei Monate dauern. Etwa vier Wochen nach dem Ausfliegen sind die Jungen selbständig. 

## Zugverhalten
Die Populationen des Nordens, wo die Gewässer im Winter zufrieren, ziehen in der kalten Jahreszeit nach Süden, etwa nach Afghanistan, in den Iran und ursprünglich auch in den Irak. Höchstwahrscheinlich erreichen einige auch den indischen Subkontinent und Burma, wo sie dann gemeinsam mit den dort residenten Bindenseeadlern vorkommen.

## Gefährdung und Schutz
Der Bindenseeadler war ursprünglich viel weiter verbreitet. Bis zur ersten Hälfte des 20. Jahrhunderts kam die Art als Brutvogel bis zum Kaspischen Meer vor, wo die letzten im Jahr 1947 brüteten. Zu Beginn des vorigen Jahrhunderts brütete die Art auch noch auf der Krim. In der ehemaligen Sowjetunion, wo er im 20. Jahrhundert noch in Kasachstan verbreitet war, ist er als Brutvogel ebenfalls wahrscheinlich ausgestorben. Über die Bestandssituation in Burma, der Mongolei und China sind kaum Informationen vorhanden. In Pakistan wurde die Gesamtpopulation im Jahr 1974 auf weniger als 40 Paare geschätzt, und in Bangladesh gehen die Bestände ebenfalls stark zurück. In Indien scheint die Art noch etwas häufiger zu sein. Der Gesamtbestand wird auf 2500 bis maximal 10.000 Individuen geschätzt.

## Belege

### Einzelbelege
1. ↑  Factsheet auf BirdLife International